# Década de 1260 a.C.

## Eventos
- 1267 a.C.: Nino, filho de Belo, funda o império assírio.[1]
- 28 de Setembro a 28 de Outubro de 1260 a.C.: nascimento de Hércules, pelos cálculos de Edward Greswell.[2]